# Stare Ludzicko (przystanek kolejowy)
Stare Ludzicko – nieczynny przystanek kolejowy w Starym Ludzicku, w powiecie świdwińskim, w województwie zachodniopomorskim, w Polsce.